# Bernhard Bischoff (Kunstpädagoge)

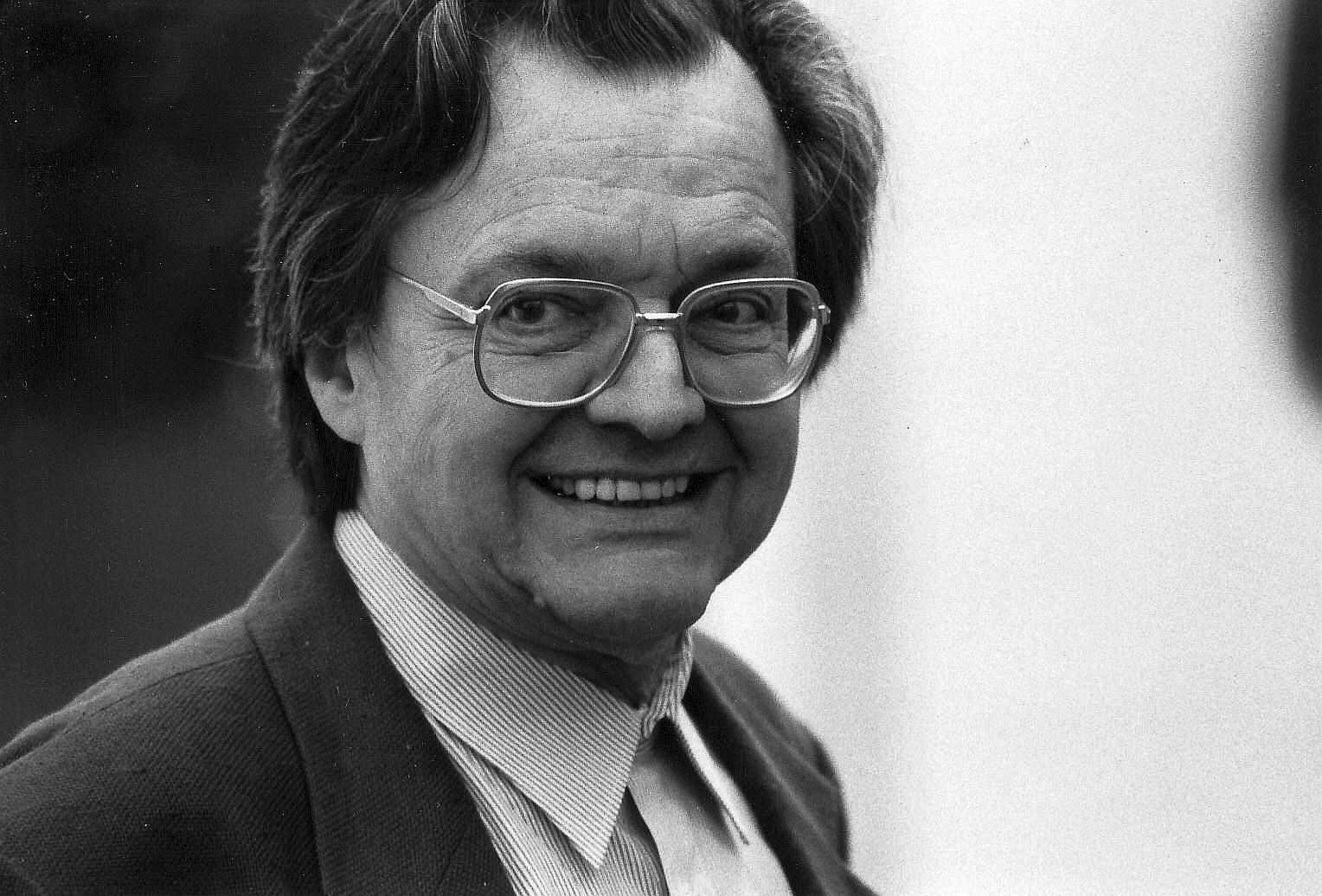
Bernhard Bischoff, 1997

Bernhard Ludwig Heinrich Bischoff (* 10. Juni 1932 in Ulm an der Donau; † 25. Oktober 2008 in Schopfheim) war ein deutscher Kunsthistoriker, Kunstpädagoge und Professor für Kunsterziehung an den Pädagogischen Hochschulen Lörrach und Freiburg i. Br.

## Leben
Bernhard Bischoff war das zweite von fünf Kindern des Kunsterziehers und Studienrats Eugen Bischoff (1902–1944) und der Volkskundlerin und Archivarin Angelika Bischoff-Luithlen. Kindheit und Schulzeit verbrachte er in Ulm sowie nach Kriegstod des Vaters und den schweren Luftangriffen auf Ulm in Ravensburg, Wangen im Allgäu und in Feldstetten auf der Schwäbischen Alb.
Bischoff absolvierte die Ausbildung zum Volksschullehrer an der Lehreroberschule (LOS) in Nagold, wechselte danach an das Pädagogische Institut (PI) in Weingarten und wurde 1955 als Lehrer vereidigt. Als Aushilfslehrer finanzierte er sich das Studium der Kunstgeschichte und Geographie an der Universität Tübingen sowie der Kunst- und Werkerziehung an der Kunstakademie Stuttgart. Nach Studienabschluss mit Absolvierung beider Lehramtsprüfungen an Gymnasien (Kunst und Geographie) war er von 1955 bis 1957 Hauptlehrer. Er wechselte als Studienreferendar für Kunsterziehung und Geographie an das Seminar in Tübingen, wo er 1965 das Gymnasiallehramt beendete. Ab 1965 war er als Wissenschaftlicher Assistent an der Pädagogischen Hochschule Reutlingen und als Assessor des Lehramtes für Kunsterziehung und Geographie tätig. Ab 1967 arbeitete er als Dozent für Kunsterziehung an der Pädagogischen Hochschule (PH) Lörrach, wo er den Fachbereich Kunst mit aufbaute und 1971 zum Professor berufen wurde. Er lehrte dort bis zur Auflösung der Hochschule 1984 Malerei und Graphik. Danach wechselte er an die Pädagogische Hochschule Freiburg. 1997 wurde er pensioniert.
Bischoff war evangelisch und heiratete 1969 Brigitte Petersmann. Aus der Ehe entstammen die Kinder Albrecht, Wolf-Ludwig und Friederike.

## Schwerpunkte
Bischoff legte den Schwerpunkt seiner Tätigkeit auf mittelalterliche Kunst, regionale Kunst sowie frühkindliche Zeichnungen in der Kunsterziehung. Seine kunstgeschichtliche Methodik nahm ihren Ausgangspunkt im ganzheitlichen Wahrnehmen des ersten Gesamteindruckes, aus dem heraus er Fragestellungen entwickelte. Die Antworten nutzte er zur praktischen Anschauung. Daten und Archivalien spielten dabei nur insofern eine Rolle, als sie das Verstehen des Sichtbaren unterstützen konnten. Die Vermittlung von kunstwissenschaftlichen Inhalten im Rahmen der Erwachsenenpädagogik war ihm ein wichtiges Anliegen. Neben seiner Hochschultätigkeit veranstaltete er u. a. in seinem Wohnort Schopfheim mit der Volkshochschule und dem Museumsverein Schopfheim, dem Kunstverein March sowie der Deutschordenskommende Freiburg eine Vielzahl von Vortragsreihen und wissenschaftlichen Exkursionen. Bischoff lieferte durch seine Forschungen wichtige Beiträge zur Kunstgeschichte mittelalterlicher Städte, Kirchen und Schlösser, seit 1972 besonders im Raum Schopfheim, (z. B. Schloss Beuggen, Hausen im Wiesental und Schopfheim dort mit besonderem Schwerpunkt auf der alten Stadtkirche St. Michael).

## Gedenken
Zum Andenken wurde 2022 der „Brigitte und Professor Bernhard Bischoff-Fonds“ als Namensfonds unter dem Dach der Deutschen Stiftung Denkmalschutz errichtet, dieser dient der Förderung von denkmalgeschützten Sakralbauten in Bayern und Baden-Württemberg, insbesondere der Stadtkirche St. Michael in Schopfheim bzw. Sakralbauten in Schopfheim und Umkreis.

## Texte (Auswahl)
- Zeichnungen. In: Angelika Bischoff-Luithlen: Von Land und Leuten auf der Alb : Geschautes u. Erlebtes. Zeichn.: Eugen Bischoff u. Bernhard Bischoff. Schwäbischer Albverein e.V., Stuttgart 1958, 2. Aufl. 2001, ISBN 978-3-920801-50-6.
- Von Haus und Hof, Formen und Wandel der Kirche zu Gruorn, Die alte Kirche von Gruorn – ein neues Denkmal! In: Angelika Bischoff-Luithlen (Hrsg.): Gruorn – ein Dorf und sein Ende. Schwäbischer Albverein e. V., Stuttgart 1967, 5. Aufl. 2006, ISBN 978-3-920801-57-5.
- Kirchen in Schopfheim im Wiesental (Baden). Schnell und Steiner, München/Zürich 1981, ISBN 978-3-7954-4973-5.
- Der Chor der Stadtkirche von Münsingen und andere Chorbauten von Meister Peter von Koblenz und seinem Umkreis. In: Münsingen : Geschichte, Landschaft, Kultur; Festschrift zum Jubiläum des württembergischen Landeseinigungsvertrags von 1482. Thorbecke, Sigmaringen 1982, ISBN 978-3-7995-4046-9.
- Kirchen in Hausen. Lutz, Lörrach 1986, ISBN 978-3-922107-23-1.
- Schopfheimer Künstler-Portrait Grete Fleischmann. In: Jahrbuch ’86. Stadt Schopfheim. Schopfheim 1987, ISSN 0930-3146.
- Spielarchitektur im Vor- und Grundschulbereich – Didaktische und methodische Vorschläge. In: Zeitschrift der Pädagogischen Hochschule Freiburg, PH Freiburg, 1987/1, ISSN 1611-0390 Digitalisat
- Schopfheimer Künstler-Portrait Fritz Heeg-Erasmus. In: Jahrbuch '87. Stadt Schopfheim. Schopfheim 1988, ISSN 0930-3146.
- Schopfheimer Künstler-Portrait Wentscher Herbert senior. In: Jahrbuch '89. Stadt Schopfheim. Schopfheim 1990, ISSN 0930-3146.
- mit Marliese Sehringer, Hans-Jürgen Schmidt: Schloss Beuggen – Evang[elische] Tagungs- und Begegnungsstätte Schloss Beuggen. Schnell und Steiner, München 1990, ISBN 978-3-7954-0722-3.
- Johann Hartmann von Roggenbach (der Jüngere, 1620–1683). In: Jahrbuch '90. Stadt Schopfheim. Schopfheim 1991, ISSN 0930-3146.
- Möbel: Konstruktion und Gestaltung. In: Dietmar Guderian (Hrsg.): Technik und Kunst. VDI-Verl., Düsseldorf 1994, ISBN 978-3-18-400867-3.
- Baugeschichte Beuggens als Beitrag zur Baukunst des Deutschen Ordens im Altreich. In: Hermann Brommer (Hrsg.): Der Deutsche Orden und die Ballei Elsaß-Burgund. Konkordia-Verl., Bühl/Baden 1996, ISBN 978-3-7826-1263-0
- Bruno Haas – Poetische Malerei. Lutz, Lörrach 2000, ISBN 978-3-922107-49-1.
- Beiträge zur Architekturgeschichte in Schopfheim. In: Klaus Schubring, Heiner A. Baur, Bernhard Bischoff: Schopfheim : Natur, Geschichte, Kultur. Stadt Schopfheim, Schopfheim 2000, ISBN 978-3-926431-08-0.
- mit Martin Winkler: Schopfheim. Kirchen und historische Orgeln. Schnell und Steiner, 1981, 2. Auflage 2000, ISBN 978-3-7954-4973-5.